# Bohai Sea Monster (čínský ekranoplán)
„Bohai Sea Monster“ je neoficiální označení pro velký čínský ekranoplán (WIG – Wing-In-Ground effect), který se v roce 2025 poprvé objevil na veřejně dostupných snímcích. Letoun vzbudil pozornost odborné i laické veřejnosti díky své neobvyklé konstrukci, možnému tryskovému pohonu a potenciálnímu vojenskému využití v oblasti Jihočínského moře.

## Charakteristika
Letoun využívá tzv. ground effectu – aerodynamického jevu vznikajícího při letu těsně nad povrchem, obvykle nad vodní hladinou. Díky tomuto efektu dosahují WIG letouny vyšší efektivity letu, nižší spotřeby paliva a sníženého radarového profilu. Letoun je navržen s trupem typu létající člun, s plováky na koncích křídel i ve střední části a výrazným spojeným V-ocasem.

## Konstrukce a pohon
První snímky naznačují, že letoun může být vybaven buď tryskovým, nebo hybridním pohonem. Podle dostupných fotografií je možné, že konstrukce zahrnuje jak proudové výstupy, tak náběhové otvory vhodné pro vrtulové jednotky. Teoreticky by mohlo jít o kombinaci turboprop a elektrického pohonu. Konstrukce patrně využívá kompozitní materiály pro snížení hmotnosti a optimalizaci aerodynamiky.

## Možné využití
Z hlediska nasazení se předpokládá použití v logistických, záchranných nebo protiponorkových operacích. Díky schopnosti létat nízko nad mořskou hladinou může sloužit jako nenápadná přepravní platforma pro přepravu osob nebo materiálu na krátké až střední vzdálenosti, zvláště v oblastech s omezeným přístupem nebo bez letišť.

## Kontext a srovnání
Stroj nese znaky technologického demonstrátoru a pravděpodobně slouží jako ověřovací platforma pro větší nebo pokročilejší varianty. Designově vykazuje podobnosti s americkým projektem Liberty Lifter, který vyvíjí agentura DARPA ve spolupráci s firmou Aurora Flight Sciences.

## Reakce a publicita
První fotografie se objevily na sociálních sítích a byly následně analyzovány specializovanými portály jako Naval News a The War Zone. Český článek na webu Dodlane.cz označil stroj za futuristický a upozornil na jeho možné využití v logistice, záchranných operacích i konfliktních zónách.